# Game Boy

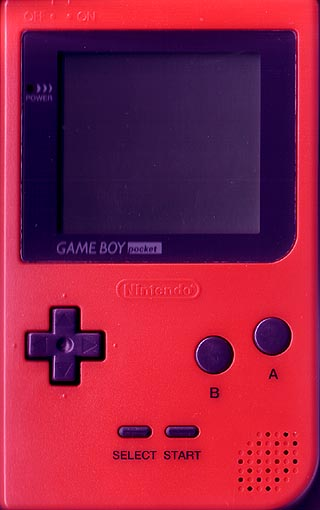
Den andra versionen, Game Boy pocket

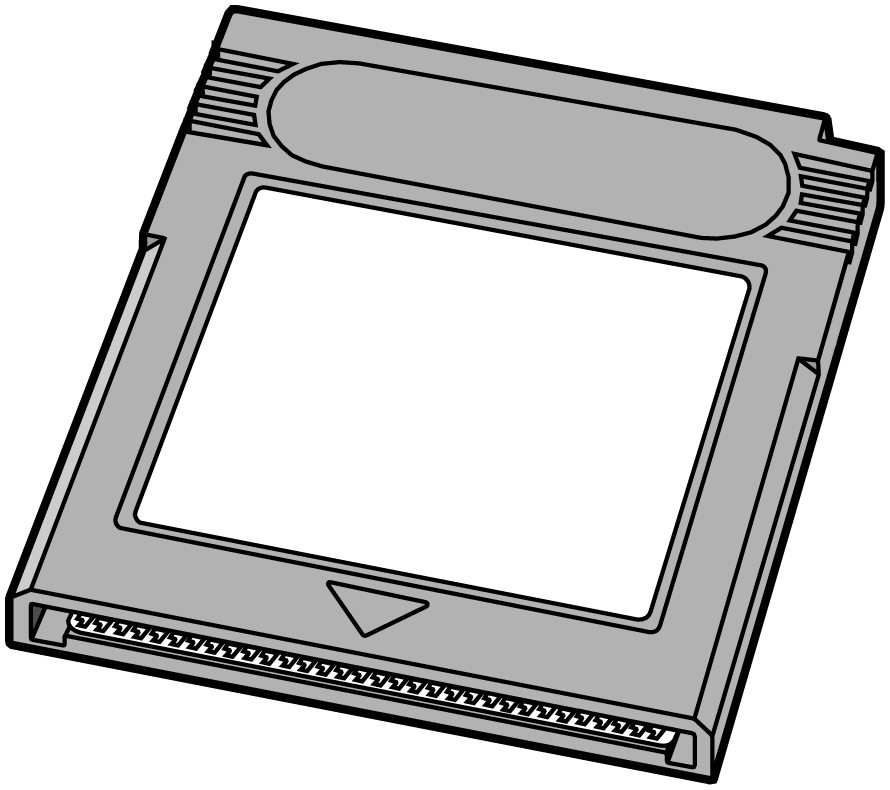
Spelkassett passande till Game Boy

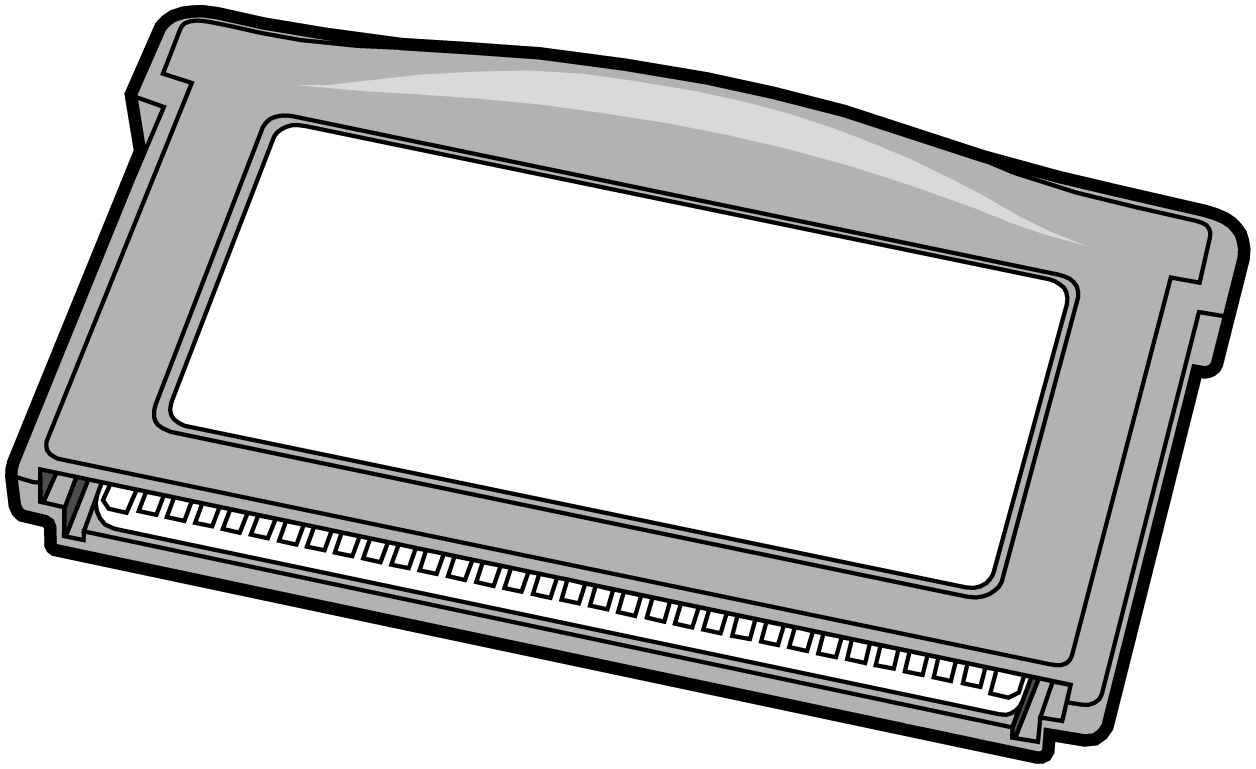
Spelkassett passande till Game Boy Advance

Game Boy är en serie handhållna spelkonsoler skapade av Nintendo där den första konsolen introducerades 1989. Konceptet till Game Boy föddes som en korsning mellan Nintendo Entertainment System och Game and Watch-spelen – en bärbar konsol som använde sig av utbytbara spelkassetter. Originalmodellen designades av Gunpei Yokoi.
Game Boy var historiens mest framgångsrika spelkonsol som såldes i 118,69 miljoner exemplar. Räknas även Game Boy Advance in har dessa tillsammans sålts i cirka 200 miljoner exemplar. Trots de enorma framgångarna uttryckte Nintendos dåvarande VD Satoru Iwata 2006 att fler versioner av Game Boy förmodligen inte skulle släppas till följd av framgångarna med Game Boys efterträdare Nintendo DS.. Nintendo DS efterföljare blev sedermera Nintendo 3DS 2015.

## Utformning
Game Boy har likadan uppsättning knappar som NES: knapparna A, B, Start och Select samt ett styrkors (även kallat D-pad). LCD-displayen är 2,6 tum. På insidan sitter en liten högtalare och en väl beprövad variant av den kända Z80-processorn från Zilog. Konsolen drivs med batterier.

## Generationer
Game Boy har genomlevt flera generationsskiften. Original-Game Boy släpptes av Nintendo år 1989. 1996 släppte Nintendo Game Boy Pocket vilket var en förminskad och förbättrad version av original-Game Boy och med bland annat längre drifttid. På den japanska marknaden släpptes en version av Game Boy Pocket Light med inbyggd belysning. Den första betydande utvecklingen kom med Game Boy Color, följd av Game Boy Advance ("GBA") och Game Boy Advance SP.
Senast i raden av Game Boy-modeller är den så kallade Game Boy Micro. Huruvida Nintendos bärbara konsol, Nintendo DS, räknas in i Game Boy-familjen är oklart, men den kan använda spelkassetter från Game Boy Advance. Samtliga Game Boy-modeller, bortsett från Game Boy Micro, upprätthåller bakåtkompatibiliteten och kan således fortfarande använda spelkassetter skapade för den första generationen Game Boy, vilket givit plattformen en livslängd på 15 år (jämför pc, Playstation). Det är däremot tveksamt om den senaste i raden av Game Boy-maskiner kan spela spel lagrade på kassetter avsedda för den allra första Game Boy-maskinen, eftersom Nintendo har för avsikt att avveckla stödet den ursprungliga Z80-processorn, för att i stället satsa på de något kraftfullare ARM-processorerna.

## Spelkassetter
Spelkassetternas utseende har liksom Game Boy enheterna fått ett förändrat utseende med tiden. De första spelen som släpptes lagrades på kassetter med ett grått plasthölje. Vissa spel av senare tillverkning har plasthöljen i andra färger, exempelvis Pokémon Red och Blue. Därefter släpptes spelen på kassetter med svarta höljen, spel med svarta höljen passar till Game Boy, Game Boy Pocket och Game Boy Color men med skillnaden att spelen får färg när de används tillsammans med den sistnämnda enheten. Spel lagrade på kassetter med transparenta höljen passar till Game Boy Color men inte till de tidigare modellerna. Game Boy Advance kassetterna är mindre till storleken jämfört med tidigare spelkassetter och passar därför inte heller i någon av de tidigare Game Boy modellerna, men de går att använda tillsammans med en Nintendo DS. Kassetter avsedda för Nintendo DS passar även för Nintendo 3DS.
Spel som innehåller sparfunktioner, såsom Pokémon Red och Blue eller Wario Land: Super Mario Land 3, förlorar efter viss tid möjligheten att spara information från en pågående spelsession. Det beror på att sparfunktionen drivs av ett batteri som så småningom laddas ur och måste bytas.
Vissa Game Boy-spel har utökade funktioner som till exempel inbyggd skakfunktion (Star Wars: Episode I: Racer), ljussensor (Boktai: The Sun is in Your Hand) eller rörelsesensor (Yoshi's Universal Graviation och Wario Ware Twisted!) dessa spel kan bli svåra att nyttja till fullo i till exempel en Game Boy Player.

## Officiella tillbehör
Till plattformen har åtskilliga tillbehör utvecklats, bland annat följande i listan nedan. Observera att tillbehören inte alltid kan användas på alla Game Boy enheter då de i vissa fall har fått olika design på kontakter m.m.
- Game Boy Link cable – en kabel som låter två till fyra spelare spela mot varandra (eller som i Pokémon-spelen, byta figurer).
- Game Boy Camera – en enkel digitalkamera som tar svart/vita bilder, tillbehöret finns i färgerna röd, gul, grön och blå.
- Game Boy Printer – en skrivare med vars hjälp det är möjligt att få kopior på bilder tagna med tillbehöret Game Boy Camera.
- Super Game Boy – egentligen ett tillbehör till Super Nintendo som gör det möjligt att spela Game Boy-spel på en vanlig tv.
- Game Boy Player – egentligen ett tillbehör till Nintendo Gamecube men den gör det möjligt att spela Game Boy-spel på en vanlig tv.
- Game Boy Advance Wireless Adapter – ett tillbehör som gör det möjligt att spela trådlöst, få spel stödjer dessvärre detta tillbehör.

## Game Boy-modeller
- Game Boy (Original) (1989) Ursprungligen grå till färgen, men har även funnits i andra färger.
- Game Boy Pocket (1996) Släppt i flera färger, röd, gul, grön, blå, svart, rosa och transparent.
- Game Boy Light (1996) endast släppt på den japanska marknaden.
- Game Boy Color har bland annat funnits i färgerna, gul, turkos, lime, cerise och lila.
- Game Boy Advance har bland annat funnits i färgerna lila-blå, vitt, rosa (transparent).
- Game Boy Advance SP ursprungligen silvermetallic till färgen, men finns även som rödmetallic, blåmetallic och svart. Har kommit ut i Limited Edition som The Legend of Zelda Edition (guldmetallic med Triforce-dekorationer), Pink Edition (rosametallic), Classic NES Edition (designad som en gammal västerländsk NES) och Tribal Edition (silvermetallic med svarta dekorationer). Game Boy Advance Sp har släppts i en version med kraftigare belysning, de är grafitgrå eller pearl blue till färgen.
- Game Boy Micro (2005) finns i silver, grönmetallic, rosametallic, blåmetallic, svart och classic (ser ut som blandning mellan gammal japansk NES och ett Game & Watch-spel). Denna modell kan bara spela Game Boy Advance-spel.

## Konkurrerande modeller
- Atari Lynx
- Game Park GP32
- Nokia N-Gage
- SEGA Sega Game Gear
- Sony Playstation Portable
- Tiger Telematics Gizmondo
- Tapwave Zodiac

### Fotnoter
1. ↑  ”From Game Boy to 3DS” (på engelska). Guardian. 24 mars 2011. https://www.theguardian.com/technology/gallery/2011/mar/24/from-game-boy-to-3ds-handheld-games-consoles. Läst 23 maj 2017.